# Nesoenas
Nesoenas – rodzaj ptaków z podrodziny gołębi (Columbinae) w obrębie rodziny gołębiowatych (Columbidae).

## Zasięg występowania
Rodzaj obejmuje dwa współcześnie żyjące gatunki występujące na Madagaskarze, Mauritiusie, Komorach i Seszelach; gatunki wymarłe występowały na Mauritiusie (cicur) i Rodriguesie (rodericanus), synogarlica reuniońska (N. mayeri duboisi) – wymarły podgatunek synogarlicy rdzawosternej (niekiedy traktowany jako osobny gatunek) – występowała na Reunionie.

## Morfologia
Długość ciała 28–40 cm; masa ciała 146–315 g.

## Systematyka

### Etymologia
Nesoenas: gr. νησος nēsos „wyspa” (tj. Mauritius); οινας oinas, οιναδος oinados „gołąb”.

### Podział systematyczny
Do rodzaju należą następujące gatunki:
- Nesoenas picturatus (Temminck, 1813) – synogarlica brunatna
- Nesoenas mayeri (Prévost, 1843) – synogarlica rdzawosterna
- Nesoenas cicur J. Hume, 2011 – synogarlica maurytyjska – takson wymarły około 1730 roku[7]
- Nesoenas rodericanus (A. Milne-Edwards, 1874) – synogarlica maskareńska – takson wymarły prawdopodobnie w XVIII wieku[8]